# Eudejeania aldrichi
Eudejeania aldrichi là một loài ruồi trong họ Tachinidae.